# (Acetonitril)(2-biphenyl)di-tert-butylphosphangold(I)-hexafluoroantimonat(V)
(Acetonitril)(2-biphenyl)di-tert-butylphosphangold(I)-hexafluoroantimonat, C22H30AuNPSbF6, ist ein organisches Salz.

## Eigenschaften
(Acetonitril)(2-biphenyl)di-tert-butylphosphangold(I)-hexafluoroantimonat ist ein weiß-beiges Pulver. Der Schmelzpunkt liegt zwischen 198 °C und 203 °C.

## Verwendung
Durch sein Gold-Atom dient (Acetonitril)(2-biphenyl)di-tert-butylphosphangold(I)-hexafluoroantimonat als Übergangsmetall-Katalysator in verschiedenen Reaktion, etwa bei der Bildung von C-C-, C-N- und C-O-Bindungen. Mittels diesem und ähnlichen Gold-Katalysatoren lassen sich einige komplexe chemische Strukturen erzeugen, die auf anderem Weg nur schwer herstellbar sind.

## Sicherheitshinweise
Beim Inhalieren oder Verschlucken ist es akut toxisch.
Bei der Zersetzung des Stoffes entstehen Kohlenstoffmonoxid sowie Kohlenstoffdioxid, Stickoxide, Phosphoroxide, Fluorwasserstoff und Antimonoxide. Die Verbindung reagiert heftig mit starken Oxidationsmitteln.